# Cópia instantânea de volume

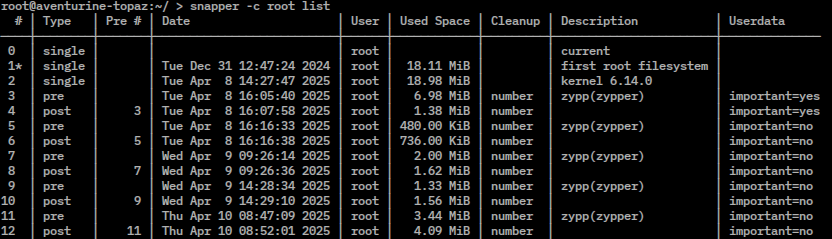
Registro visual de instantâneos gerados pelo Snapper, utilitário de captura para o sistema de arquivos Btrfs

Em sistemas de computador, uma cópia instantânea de volume ou captura instantânea de volume (do Inglês: snapshot, tradução literal: foto instantânea) é o estado de um sistema em um determinado ponto no tempo. O termo foi cunhado como uma analogia ao usado em fotografia. Pode se referir a uma cópia real do estado de um sistema ou a um recurso fornecido por determinados sistemas.

## Implementações

### Gerenciadores de volume
Alguns sistemas Unix possuem gerenciadores de volumes lógicos compatíveis com captura instantânea. Eles implementam a cópia em gravação nos dispositivos de bloco inteiros ao copiar blocos alterados - antes de serem sobrescritos nos volumes "pais" - para outro armazenamento, preservando assim uma imagem passada autoconsistente do dispositivo de bloco. Os sistemas de arquivos em tais imagens instantâneas podem ser posteriormente montados como se estivessem em uma mídia somente leitura.
Alguns gerenciadores de volume também permitem a criação de capturas instantâneas graváveis, estendendo a abordagem de cópia em gravação ao desassociar quaisquer blocos modificados dentro da captura instantânea de seus blocos "pais" no volume original. Esse esquema também pode ser descrito como executando operações adicionais de cópia em gravação acionadas pelas gravações em capturas instantâneas.
No Linux, o Logical Volume Manager (LVM) permite a criação de instantâneos tanto somente leitura quanto com leitura e gravação. Instantâneos graváveis foram introduzidos com o LVM versão 2 (LVM2).

### Sistemas de arquivos
No Linux, os sistemas de arquivos Btrfs e OCFS2 suportam a criação de instantâneos (clonagem) de arquivos individuais. Além disso, o Btrfs também suporta a criação de instantâneos de subvolumes. No AIX, o JFS2 também suporta capturas instantâneas.